# 高知おおとよ製材
高知おおとよ製材株式会社（こうちおおとよせいざい）は、高知県の大豊町にある製材工場である。

## 概要・沿革
岡山県真庭市に本社を置く銘建工業株式会社が主体となって高知県と大豊町の補助金を得て蓄積量・約1億8千万㎥の森林を有する高知県嶺北地域に所在する。
- 2012年（平成24年）1月 - 川口南農工団地内に整備開始
- 2013年（平成25年）8月26日 - 操業開始[3]

## 工場の特徴
- 国産材、主にスギ・ヒノキの製材品を生産する。
- 高温乾燥機と中温乾燥機を導入している。
- フル操業時に、四国最大級の製材量を計画。